# Thomashuxleya
Thomashuxleya is een monotypisch geslacht van uitgestorven zoogdieren die voorkwamen van het Laat-Oligoceen tot het Midden-Mioceen, vernoemd naar de beroemde 19e-eeuwse bioloog Thomas Huxley.

## Beschrijving
Thomashuxleya was ongeveer honderddertig centimeter lang en woog naar schatting honderddertien kilogram, met een zwaar lichaam en sterke ledematen. Zijn vrij grote schedel had vierenveertig tanden in zijn kaak, inclusief grote slagtanden die mogelijk zijn gebruikt om in de aarde rond te graven. Hij had vier tenen aan elke voet en liep waarschijnlijk als een moderne pekari. Het was een relatief algemeen dier, niet gespecialiseerd in een bepaalde manier van leven.

## Leefwijze
Zijn voedsel bestond waarschijnlijk uit plantenwortels en ander groenvoer, die het dier met zijn slagtanden uit de bodem loswroette.

## Vondsten
Er is een bijna compleet skelet van dit dier in een tentoonstelling in het American Museum of Natural History. Dit skelet werd ontdekt tijdens de Scarrit-expeditie naar Patagonië, Argentinië, die werd geleid door de paleontoloog George Gaylord Simpson. Fossielen van Thomashuxleya zijn gevonden in de Sarmientoformatie en de Casamayorformatie van Argentinië.